# 談判專家 (2024年電影)
《談判專家》（英語：Crisis Negotiators）是一部2024年香港犯罪劇情片，改编自1998年美国电影《王牌对王牌》。本片由邱禮濤編導，劉德華監製兼特別演出，劉青雲、吴镇宇、苗侨伟及姜皓文領銜主演，其他演員包括鄭則仕、洪天明、黄德斌與卢惠光。電影劇情講述談判專家卓文偉（劉青雲飾演）意外成為命案的頭號嫌犯，導致他在無奈之下挾持了警局，並要求前談判專家谢家俊（吳鎮宇飾演）出面與自己對質。
《談判專家》定檔2024年6月8日在中國大陆、6月13日在香港上映。

## 剧情
1993年7月5日，警察談判組談判專家謝家俊（吳鎮宇飾）與卓文偉（劉青雲飾），以及重案組督察李志斌（姜皓文飾），奉命到場勸降一對在社會福利署辦公中心挾持職員的夫婦陳大來及張綺蓮（劉德華、彭秀慧飾）。陳氏夫婦均患有精神病，早前社署認為他們無能力照顧其初生兒子，將他們兒子接走並安排助養家庭收養。陳氏夫婦來到社署用刀及石油氣罐挾持三名職員，要求與兒子見面。起初謝家俊嘗試以慰問的方式舒緩雙方的緊張情勢，但當陳氏夫婦看到社署主任職員接受電視新聞訪問，得知自己無力養大兒子後，萬灰俱念之下釋放人質後點燃石油氣自殺身亡。謝家俊因此愧疚自己無力拯救陳氏夫婦，認為如此的弱勢人士不應有如此下場，遂從警隊辭職，轉行成為社會工作者。
三年後的1996年聖誕前夕，仍服役警隊的卓文偉剛成功解決一宗銀行劫匪挾持人質的案件，翌晚在自己的生日會上，同期出身同僚及好友，現職內部調查科警員的張永嘉（黃德斌飾）找上他，並告知正在追查卓文偉擔任委員的警隊福利基金，於近年被貪污的瀆職警員成群中飽私囊的事件，張永嘉向卓文偉透露從未能披露身份的線人得知，貪污警員的當中更出現了警察內務部警司李俊傑（周文健飾）的名字，故不能向警隊內部通報，只先知會卓文偉。之後張永嘉約卓文偉外出詳談細節，怎料張永嘉在碼頭等候卓文偉期間，卻被一位神秘人槍殺。卓文偉來到碼頭發現張永嘉中槍身亡，此時警車出現，更將卓文偉當成殺死張永嘉的疑犯。卓文偉向上司羅安邦（苗僑偉飾）交待約見張永嘉的原因，並說出有警員欺詐警隊福利基金。於張永嘉喪禮後，內務部的李俊傑與重案組的李志斌携同搜查令搜查卓家，更在卓家發現有卓文偉開立離岸戶口的文件。被陷害有殺人及貪污嫌疑的卓文偉，被李志斌在內的同僚押送至警署拘留室拘留。羅安邦更勸卓文偉認罪以換取減刑。
卓文偉被拘留的次日早上，警方表示於同日凌晨在卓文偉的座架車尾廂內發現與殺害張永嘉的手槍同型號的子彈，故正式控告卓文偉謀殺張永嘉。百辭莫辯的卓文偉決定逃獄，劫走警車後逃至東區警署的內部調查科辦公室與李俊傑對質，尋求答案不果後遂將他挾持，同時亦挾持剛在辦公室的李俊傑的助理Maggie（顏卓靈飾）、警方線人的魯迪（楊偉倫飾），和來到勸降的羅安邦作人質。卓文偉迫令大樓內的警員及員工離開。副警務署長林家昌（鄭則仕飾）以及李志斌帶領的重案組隨後趕到，將大樓封鎖，並徵用大樓對面的食肆作指揮中心。談判組派出了卓文偉的下屬張振發（朱栢謙飾）出面談判，但張振發是卓文偉下屬，談判經驗及深度不足，遂被卓文偉牽著鼻子走。卓文偉其後開出數個條件，首先要查出張永嘉生前聯絡的線人身份，如自己死亡就要警隊規格葬禮下葬，以及只和謝家俊談判；卓文偉認為謝家俊已離開了警隊體系，能夠排除同謀之嫌，可以協助查出幕後黑手。高層無計可施下，遂命令召喚謝家俊到場。謝家俊到場後親身到內務科辦公室與卓文偉面對面談判，但李志斌趁卓文偉與謝家俊對談時下令進行突撃，最後失敗，飛虎隊成員Mark（黃又南飾）及科（朱鑑然飾）更被卓文偉挾持。謝家俊回到警方指揮中心指責林家昌與李志斌私自行動，危及人質及談判專家的安全，但在林家昌再三保證下，謝家俊繼續負責與卓文偉談判。
卓文偉利用擴音器及警隊的無線電對講機，向到來圍捕他的警員說明挾持人質的目的，是想查出貪污警員的身份及殺害張永嘉的真兇。卓文偉更假裝槍殺被他挾持的飛虎隊成員科，以迫使警方不要再輕舉莽動。謝家俊以為卓文偉開始殺害人質，建議警方立刻將大樓的電力切斷，自己則再上內務辦公室與卓文偉談判。警方同意謝家俊的建議，另派重案組警員到內務辦公室樓上及通風槽埋伏，以防卓文偉再次將人質殺害。卓文偉向再次到來的謝家俊表示，同意將羅安邦釋放，以換取恢復電力，結果羅安邦獲釋，內務辦公室亦恢復電力。
Maggie則在被卓文偉威迫下，指出李俊傑的電腦有貪污的證據；卓文偉在Maggie和魯迪的協助下，成功駭入李俊傑的電腦資料，並發現整個貪污計劃的錄音，原來有未知身份的警隊內應，批核了黑警交出的虛假工傷及超時工作的申報文件，當中更有張永嘉在被殺前夕分別與妻子和卓文偉的對話錄音，當中張永嘉更對其妻透露會見線人。卓文偉要求謝家俊聯絡張永嘉妻子，再找出線人身份及找他出來當面對質，他就會釋放所有人質。謝家俊卻找來了退休警員溫志明（袁富華飾）偽裝成張永嘉的線人，以圖搏取卓文偉釋放全部人質。但隨後被卓文偉發現溫志明是假冒，而電腦紀錄內的線人檔案中，張永嘉才是真正的線人本身，而悉破了謝家俊的謊言。
卓文偉從電腦紀錄推斷，李俊傑一早透過線人張永嘉，查出欺詐福利基金的警員名單，但他借機勒索貪污警員及隱瞞事件，而李俊傑卻不肯透露涉貪的警員名單。於是卓文偉在警方對講機謊稱李俊傑將會出庭指證所有貪污警員，並將李俊傑暴露在狙擊手方向作威脅。李俊傑終於向卓文偉屈服，向他透露出有份參與貪污的同僚，包括了卓文偉多年的同僚高赫（盧惠光飾）、偉倫（洪天明飾）和金毛（梁皓楷飾）；李俊傑更道出三人得知張永嘉查出他們涉貪後，曾嘗試賄賂張永嘉但不成功，最後殺張永嘉滅口。李俊傑聲言不知道指使三人的主謀是誰，但透露出秘密地將錄音藏在安全地方。原來早前重案組安排在通風槽埋伏的警員，包括高赫等三人。高赫聽到李俊傑爆出他們涉貪後，從通風槽開槍攻擊李俊傑以圖滅口，並乘亂攻入內務辨公室，想將知道真相的卓文偉及其他人質殺害。卓文偉以從科和Mark身上取得的閃光彈，成功單方面地將蒙面的高赫等人趕走。卓文偉發現李俊傑中彈，李俊傑將藏有錄音證據的健身房鑰匙交給卓文偉，最後犧牲。
林定昌和李志斌聽到槍聲後，認為情況已經失控，遂決定中止談判及準備全面攻堅。謝家俊與其理論不果，更被警隊解除了談判職務。謝家俊被解除職務後乘其他警察不覺衝上大樓，向卓文偉告知警方會全面攻堅的消息以令對方投降。卓文偉於是向在場的謝家俊及人質們披露阿科根本仍然生存，其一槍實質是特意打偏以騙過眾人。
全面攻堅開始後，卓文偉首先安置Maggie和魯迪，以及兩名飛虎隊科和Mark在辦公室不同房間中，之後偽裝成飛虎隊員逃出大樓，已經離開大樓的謝家俊驅車在大樓後門接走卓文偉前往西環的健身房。上車期間卻被高赫和偉倫目擊，並上演生死時速，但被謝家俊和卓文偉二人成功甩掉。
警方在內務辦公室救出Maggie等四名人質，但失去卓文偉的蹤影。羅安邦在Maggie口中得知卓文偉可能前往健身房取錄音證據，立即趕赴健身房。謝家俊和卓文偉到達健身房，成功找到李俊傑的錄音機，並從錄音帶的內容中得悉羅安邦原來是貪污和殺人的主謀。這時高赫、偉倫和羅安邦先後趕到健身房與卓文偉交涉；羅安邦為求卓文偉交出錄音證據，指是高赫擅作主張殺死張永嘉，並當場將高赫爆頭，但卓文偉斷然拒絕與羅安邦合作。羅安邦立即和偉倫一同捕殺卓文偉。同時，躲在健身房一角的謝家俊秘密地致電李志斌的手機，將現場的對話擴音傳至李志斌和林家昌眾警察。一輪攻防戰後，卓文偉成功將偉倫撃倒，令他和金毛被當場拘捕，謝家俊卻被羅安邦挾持，不過羅邦安已被眾多警察包圍。在無處可逃之下，他最終放走謝家俊後，在眾人面前畏罪自殺身亡。
三個月後，得以復職的卓文偉重遇前來警局為拾荒者保釋的謝家俊。卓文偉邀請謝家俊回歸警隊，但遭婉拒。雖然如此，卓文偉向謝家俊承諾，於及已所能之下，會合力幫助貧苦弱勢的平民。

## 演員
- 劉青雲[10]飾演卓文伟：警方談判專家，因被陷害殺死张永嘉而挾持內部調查科在場人士，並只要求前談判專家谢家俊與自己談判。
- 吴镇宇[10]飾演谢家俊：前警方談判專家，因陳大來夫婦的死而辭職轉行為社工。後在卓文偉挾持警局後被召喚擔任談判專家。
- 姜皓文[1]飾演李志斌：重案組督察，做事衝動，為了破案而不擇手段。
- 苗侨伟[10]飾演罗安邦：警司，卓文伟的上司。
- 韋羅莎[11]飾演陈凯琳：卓文伟的妻子。
- 周文健[1]飾演李俊杰：內部調查科警察，針對卓文偉。
- 楊偉倫[1]飾演鲁迪：警方線人，曾於1993年被卓文偉拘捕。
- 顏卓靈[1]飾演Maggie：內部調查科員工，李俊杰下屬兼助理。
- 黄德斌[10]飾演张永嘉：警察，卓文偉好友，後因追查貪污事件而被暗殺身亡。
- 卢惠光[10]飾演高赫：警察，卓文偉好友。
- 洪天明[10]飾演伟伦：警察，卓文偉好友。
- 梁皓楷[12]飾演金毛：警察，卓文偉好友。
- 鄭則仕[1]飾演林家昌：警察局副處長，李志斌等人的上司。
- 朱栢謙[1]飾演张振发：曾為卓文偉的下屬，後為談判專家。
- 黃又南[1]飾演Mark：飛虎隊隊員，後於中段被卓文偉挾持。
- 朱鑑然[1]飾演阿科：飛虎隊隊員，後於中段被卓文偉挾持。
- 栢天男[13]飾演細莫：重案組組員，李志斌下屬。
- 袁富華飾演溫志明：退休督察，谢家俊向卓文偉稱溫志明是關鍵重要線人。
- 何華超飾演伊哥：狙擊手，李志斌下屬，卓文偉好友。
- 彭秀慧[11]飾演张绮莲：精神病患者，陈大来的妻子，得知兒子遭接走後和丈夫引爆煤氣罐自殺身亡，令謝家俊反思應由源頭協助需要人士而投身社工。
- 劉德華[14]飾演陈大来：精神病患者，张绮莲的丈夫，得知兒子遭接走後和妻子引爆煤氣罐自殺身亡，令謝家俊反思應由源頭協助需要人士而投身社工。

## 製作
《談判專家》改编自1998年美国电影《王牌对王牌》，由邱禮濤執導，中國內地及香港合拍，上海瑞联影业有限公司、浙江横店影业有限公司和香港石榴影业有限公司共同製作和投資；該項目於4月通過備案立項。據《東方日報》2023年5月31日的報導，劉青雲已投入《談判專家》的拍攝。在何文田拍攝期間，劉青雲一度因身體不適而暫停工作，但幾天後隨即復工；正值烈日高溫，劉青雲曾連續拍戲六小時都未飲水。本片也是劉青雲與吴镇宇繼《喜馬拉亞星》（2005年）後，相隔19年的再度合作。劉德華擔任本片監製兼特別演出。值得一提的是，在杜琪峰执导的电影《暗战》（1999年）里，与刘德华演对手戏的刘青云演绎的就是一名談判專家。

## 發行
《談判專家》2024年6月8日在中國內地上映，逢端午節假期；2024年6月13日在香港上映。電影正式上映前，2024年5月24日至26日在中國內地進行粵語點映。

## 票房
中国大陆获得1.56亿人民币；香港连续获得两周票房冠军，最终累计2043万港元，排名年度华语片第8位。
| 上一届： 《九龍城寨之圍城》 | 2024年香港一週票房冠軍 第24-25週 | 下一届： 《玩轉腦朋友2》 |
| 上一届： 《九龍城寨之圍城》 | 2024年香港週末票房冠軍 第24-25週 | 下一届： 《玩轉腦朋友2》 |

## 另見
- 《王牌对王牌》，1998年美國電影，本片的原著。

## 外部連結
- 互联网电影数据库（IMDb）上《談判專家》的资料（英文）
- 香港影庫上《談判專家》的資料（繁體中文）
- 豆瓣电影上《談判專家》的資料 （简体中文）